# Nebrowo Wielkie
Nebrowo Wielkie – wieś w Polsce położona w województwie pomorskim, w powiecie kwidzyńskim, w gminie Sadlinki.
W latach 1945–1954 roku miejscowość była siedzibą gminy Nebrowo Wielkie. W latach 1954–1972 wieś należała i była siedzibą władz gromady Nebrowo Wielkie. W latach 1975–1998 miejscowość administracyjnie należała do województwa elbląskiego.

## Zabytki

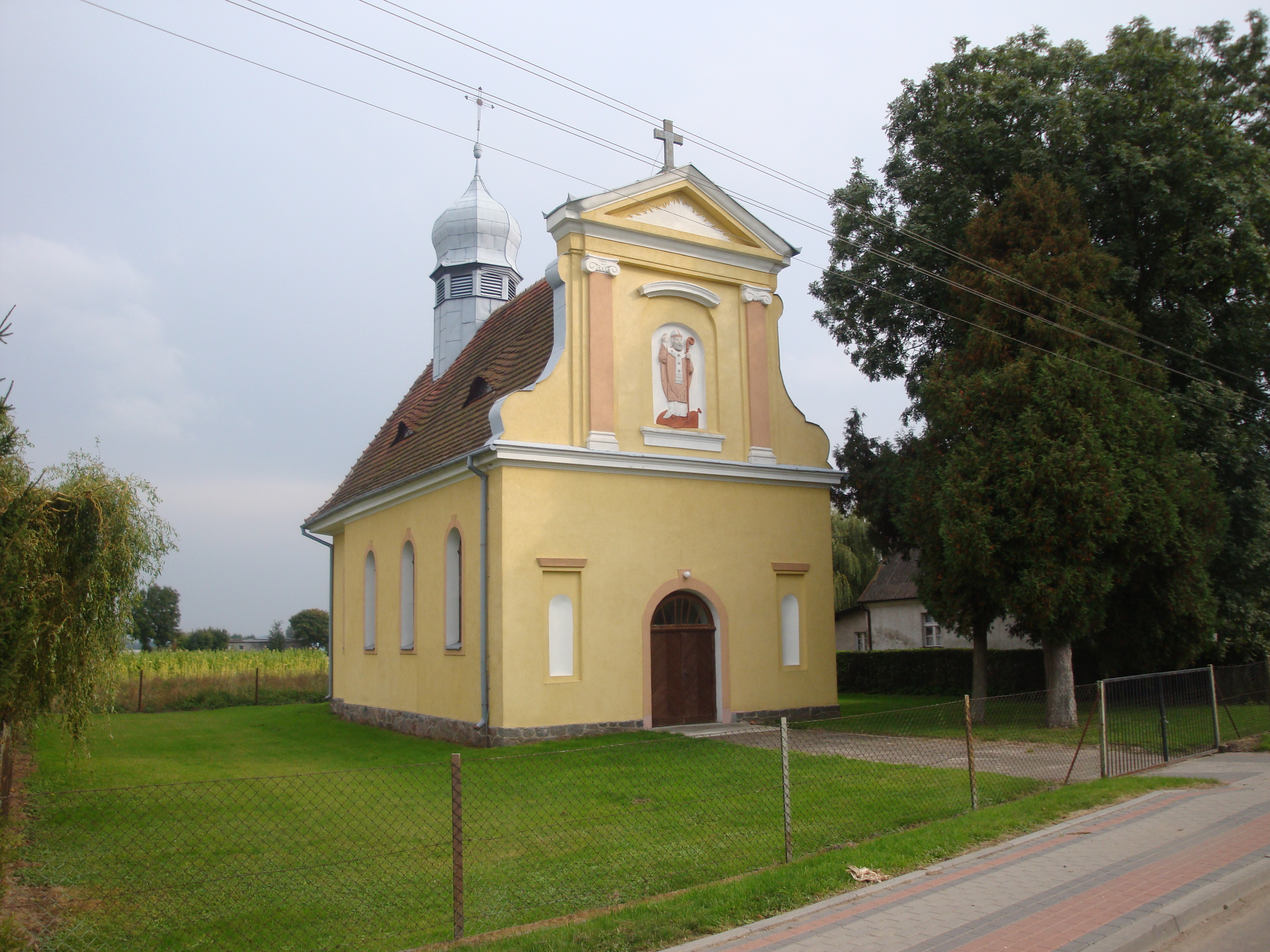
Kaplica pw. św. Wojciecha

Według rejestru zabytków NID na listę zabytków wpisane są:
- kościół pw. MB Królowej Polski, 1746-47, nr rej.: A-1441 z 3.03.1994
- kaplica pw. św. Wojciecha, 1928, nr rej.: A-1436 z 25.01.1994.

Kościół murowany z 1747 pw. Najświętszej Marii Panny Królowej Polski powstał na miejscu wcześniejszych świątyń drewnianych, z muru pruskiego. Pierwotnie protestancki, od 1945 katolicki po usunięciu ludności niemieckiej. W wieży kościelnej znajduje się dzwon z 1689.
Neobarokowa kaplica pochodzi z 1928.